# 吳振纓
吳振纓（1586年—？），字長組，號儉育，浙江湖州府烏程縣民籍，歸安縣人，明朝政治人物。

## 生平
萬曆三十一年（1603年）癸卯科浙江鄉試第三名舉人，天啟二年（1622年）中式壬戌科會試第一百六十六名，三甲第三百二十名進士。吏部觀政，四年（1624年）十月授中書舍人，崇禎三年（1630年）任順天鄉試同考官，四年（1631年）升廣東道監察御史，巡視南城，七年（1634年）巡按淮揚，八年（1635年）張獻忠攻陷鳳陽，毁祖陵，吳振纓罷職戍邊。

## 著作
著有《顛石齋詩集》。

## 家族
曾祖吳木；祖父吳炌；父吳中俊，封中書舍人。母孫氏（贈孺人）。嚴侍下。弟吳振縉、吳振綋、吳振綖、吳振緒、吳振紓、吳振綺。